# Montmartre-sur-Seine
Pour plus de détails, voir Fiche technique et Distribution.
Montmartre-sur-Seine est un film français réalisé par Georges Lacombe et sorti en 1941

## Synopsis
La vie et les histoires d’amours heureuses ou contrariées de quelques couples de Montmartre : Lili est aimée de Michel mais aime Maurice qui aime Juliette, qui aime Claude...

## Fiche technique
- Titre : Montmartre-sur-Seine
- Réalisation : Georges Lacombe
- Scénario : Georges Lacombe, André Cayatte
- Dialogues : Serge Veber
- Photographie : Nicolas Hayer
- Décors : Robert Dumesnil
- Musique : Marguerite Monnot
- Chansons – Paroles d’Édith Piaf et musique de Marguerite Monnot : 
  - J’ai dansé avec l’amour
  - L’Homme des bars
  - Tu es partout
  - Un coin tout bleu
- Directeurs de production : Jean Clerc, Bernard-Roland
- Société de production : Société Universelle de Films (France)
- Date de tournage : 1941
- Pays d’origine :  France
- Format : pellicule 35 mm - format 1,37:1 - Noir et blanc - son monophonique
- Genre : Comédie dramatique
- Durée : 83 minutes (1 h 23 min)
- Date de sortie : 
  - France - 19 novembre 1941
- Affiches : Roger Cartier, Claire Finel (France)

## Distribution
- Édith Piaf : Lili Talia
- Jean-Louis Barrault : Michel Courtin
- Roger Duchesne : Claude
- Paul Meurisse : Paul Mariol
- Denise Grey : Moussette
- Henri Vidal : Maurice Cazaux
- Sylvie : Madame Courtin, la mère de Michel
- Huguette Faget : Juliette
- René Bergeron : Henri Lemaire
- Champi : Monsieur Martin
- Léonce Corne : le père de Lili
- Paul Demange : le commissaire
- Pierre Labry : le cafetier
- Gaston Modot : le maître d’hôtel
- Solange Sicard : une invitée de Mousette
- Odette Barencey : la marchande des quatre saisons
- Pierre Brûlé : un petit garçon
- Duponchel : un petit garçon
- André Carnège
- Alice Rosielle
- Georges Marceau
- Henri Charrett
- Marc Doelnitz
- Albert Duvaleix
- Albert Malbert
- Guy Marly
- Ketty Pierson
- Émile Riandreys
- Maurice Salabert
- Renée Thorel
- Nerval
- Boussac
- Romano
- Germaine Amy
- Renée Régnard
- Lucette Desty
- Fernande Max
- Suzy Dalby
- Les Enfants De Lyjo
- Pierre Ringel